# The Whole Nine Yards
The Whole Nine Yards is een zwarte komedie uit de Verenigde Staten, uitgebracht in 2000. De film werd geregisseerd door Jonathan Lynn. De hoofdrollen werden vertolkt door Bruce Willis en Matthew Perry.
De naam van de film komt van de Engelse uitdrukking The Whole Nine Yards (helemaal, van begin tot einde).

## Verhaal
Nicholas 'Oz' Oseransky is een depressieve, neurotische tandarts die werkt en leeft in Montreal, Quebec. Zijn vrouw haat hem en wil hem dood, zijn schoonmoeder ook. Zijn vrouw is het beu met hem en zijn schuld te leven en samen met haar moeder plannen ze een aanslag, om vervolgens zijn schuld af te kunnen betalen en de rest in eigen zak te steken.
Deze schuld had Oz echter te danken aan zijn stiefvader, die ook tandarts was. Hij had geld geleend op rekening van de tandartspraktijk, maakte alles op, om vervolgens zelfmoord te plegen en Oz met de schulden te laten zitten.
In zijn praktijk heeft Oz vriendschap gesloten met zijn receptioniste, die denkt dat hij moet vertrekken bij zijn vrouw, omdat ze geen goed persoon is.
Jimmy The Tulip Tudeski is een huurmoordenaar, die naast Oseransky komt te wonen. Om niet direct op te vallen, gaat hij er wonen onder de naam 'Jimmy Jones'. Omdat hij tegen de Gogolak-familie, een zeer gevaarlijke gangsterfamilie, heeft getuigd, moet hij onderduiken in Canada. Jimmy sluit meteen vriendschap met Oz. Hij vindt hem zeer grappig.
Tijdens een heftig ritje naar de stad realiseert Oz zich wie Jimmy nou werkelijk is. Ook de vrouw van Oz komt daar achter, en ze zoekt meteen contact met de 'Gogolak-familie', omdat ze dan van haar man af zou zijn en daar ook nog een leuk centje voor terug zou krijgen.
Oz wordt met een smoesje naar Chicago gestuurd, waar hij bij aankomst een huurmoordenaar op zijn kamer aantreft. Deze houdt hem vast en martelt hem, omdat hij wil weten waar Jimmy is. Wanneer hij zegt dat hij misschien weet waar Jimmy is, moet hij Janni Gogolak ernaartoe brengen. Een spannend maar hilarisch avontuur volgt.

## Rolverdeling
| Acteur                | Personage                        |
| --------------------- | -------------------------------- |
| Bruce Willis          | Jimmy 'The Tulip' Tudeski        |
| Matthew Perry         | Nicholas 'Oz' Oseransky          |
| Rosanna Arquette      | Sophie Oseransky                 |
| Michael Clarke Duncan | Franklin 'Frankie Figs' Figueroa |
| Natasha Henstridge    | Cynthia Tudeski                  |
| Amanda Peet           | Jill St. Clair                   |
| Kevin Pollak          | Janni Pytor Gogolak              |
| Harland Williams      | Special Agent Steve Hanson       |

## Nominaties
- Michael Clarke Duncan werd in 2001 genomineerd voor de Blockbuster Entertainment Award in de categorie beste mannelijke bijrol in een komedie.
- Amanda Peet werd in 2001 genomineerd voor de Blockbuster Entertainment Award in de categorie beste vrouwelijke bijrol in een komedie.